# Bunga mas

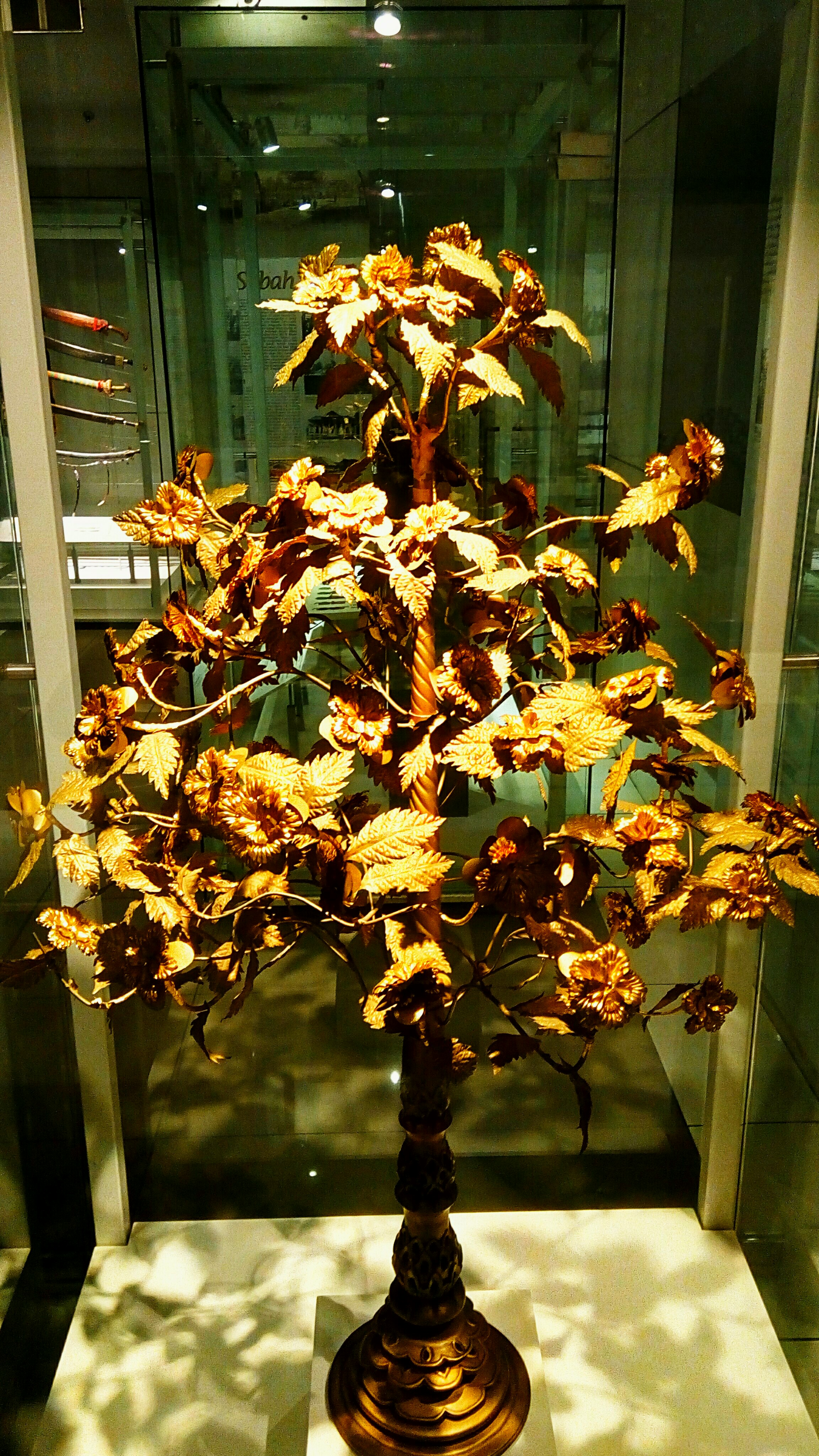
Hoa kim ngân

Bunga mas (chữ Mã Lai: bunga mas dan perak, chữ Thái: ต้นไม้เงินต้นไม้ทอง, dịch nghĩa: cây vàng bạc), hoặc gọi hoa kim ngân, là một loại cống phẩm do thuộc quốc của Xiêm La ở bán đảo Mã Lai tiến cống lên Xiêm La mỗi ba năm một lần. Các nước ở bán đảo Mã Lai bao gồm Terengganu, Kelantan, Kedah, Pattani, Nong Chik, Reman (bây giờ là tỉnh Yala, Thái Lan), Ra-ngae, Kubang Pasu và Satun.
Sau khi Hiệp ước Anh Quốc - Xiêm La năm 1909 kí kết, phần lớn quốc gia phía bắc bán đảo Mã Lai được hợp nhất thành Mã Lai Á thuộc Anh, đã kết thúc chế độ tiến cống hoa kim ngân.
Trước khi Chúa Nguyễn Ánh của triều nhà Nguyễn được tôn lên làm hoàng đế Việt Nam, ông từng 6 lần tiến cống hoa kim ngân lên quốc vương Xiêm La, để lấy được hỗ trợ quân sự vì chiến dịch chống đối triều nhà Tây Sơn của ông.